# Dellach (Gailtal)

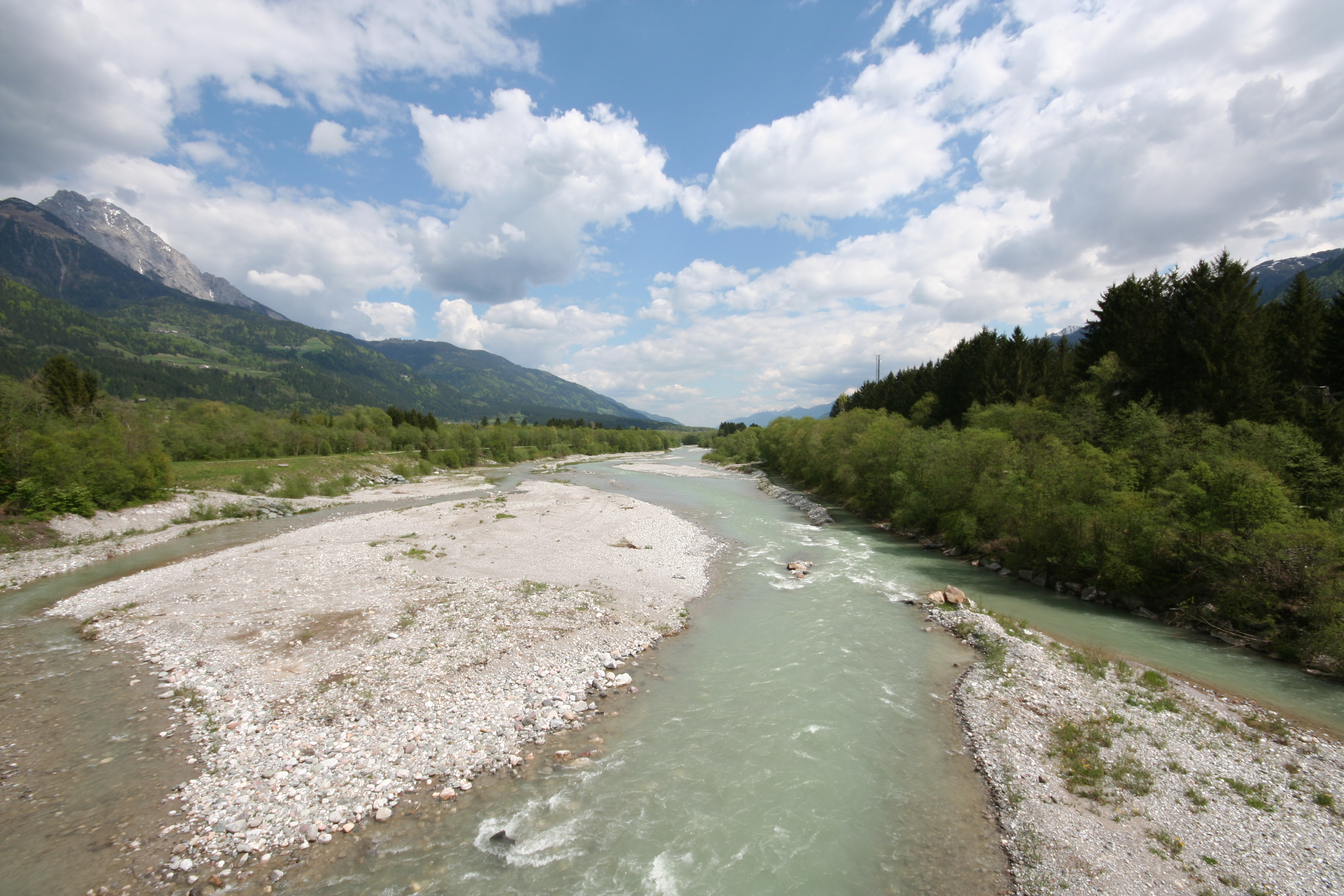
Gail, links im Bild der Reißkofel

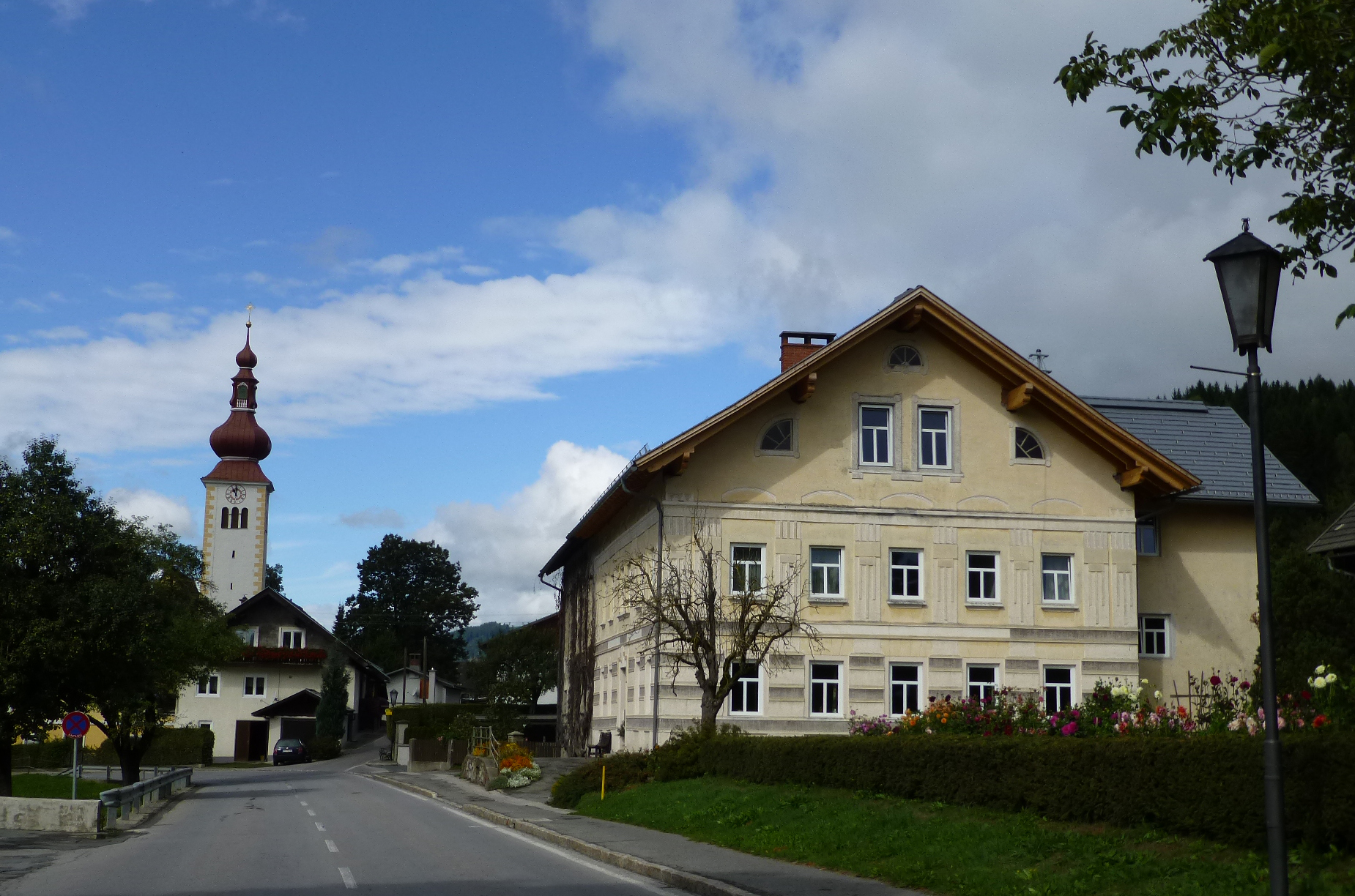
Blick auf Sankt Daniel

Dellach ist eine Gemeinde mit 1185 Einwohnern (Stand 1. Jänner 2025) im Bezirk Hermagor in Österreich, im Bundesland Kärnten.

## Geographie
Die Gemeinde liegt im Oberen Gailtal an der Grenze zu Italien. Nahe der Gemeinde befindet sich der Reißkofel, mit 2371 m der höchste Berg der Gailtaler Alpen östlich des Gailbergsattels.

### Gemeindegliederung
Das Gemeindegebiet umfasst folgende zwölf Ortschaften (in Klammern Einwohnerzahl Stand 1. Jänner 2025):
- Dellach (572)
- Goldberg (18)
- Gurina (12)
- Höfling (8)
- Leifling (137)
- Monsell (9)
- Nölbling (109)
- Rüben (5)
- St. Daniel (276)
- Siegelberg (0)
- Stollwitz (34)
- Wieserberg (5)

Weitere Ortslagen sind Obernölbling und Unternölbling in der Ortschaft Nölbling sowie Oberstollwitz und Unterstollwitz in der Ortschaft Stollwitz. Einzige Katastralgemeinde ist Dellach.

### Nachbargemeinden
| Dellach im Drautal |                                             | Berg im Drautal |
| Kötschach-Mauthen  | Kompassrose, die auf Nachbargemeinden zeigt | Kirchbach       |
|                    |                                             | Paularo         |

## Geschichte
Für die prähistorische Siedlung Gurina ist eine Besiedlung auf dem heutigen Gemeindegebiet zur Hallstattzeit nachweisbar. In der Nähe der Siedlung wurden Kupferschmelzhöhlen entdeckt, die für die Jahre 600 bis 400 v. Chr. eine blühende Kultur bezeugen. In Gurina wurden keltische Münzen geprägt, die Siedlung ist mindestens 2900 Jahre alt und war zur Römerzeit die mutmaßlich erste römische Stadtanlage im heutigen Österreich.
Der Name Dellach kommt aus dem Slawischen („Doljah“, etwa für „bei den Talbewohnern“); die slowenische Bezeichnung könnte Dole (von dol: nieder, unten, talseitig), mundartlich Doljani lauten. Im Jahr 1370 wurde der Ort als Doelach erstmals urkundlich erwähnt.
Ausgrabungen an der heutigen Pfarrkirche St. Daniel haben Reste von vier Vorgängerbauten aus der Karolingerzeit bis zur Spätromanik freigelegt, was auf eine Besiedlung ab dem frühen Mittelalter schließen lässt.
Die Burg Goldenstein war als Sitz eines – später mit Pittersberg vereinigten – Landgerichts für das obere Gailtal von großer Bedeutung. Sie wurde als Lehen der Grafen von Görz-Tirol vergeben, kam nach deren Aussterben unter die landesfürstliche Herrschaft der Habsburger und wurde von diesen 1524 gemeinsam mit der Grafschaft Ortenburg an Gabriel von Salamanca übergeben. 1640 erwarben die Gebrüder Widmann die Grafschaft mit allen Herrschaftsrechten und verkauften sie schon 1662 an Ferdinand von Porcia, in dessen Familie die Gerichtsherrschaft Goldenstein bis 1848 und der Besitz der Burg bis 1918 verblieb.
Dellach wurde nach dem Fund von Zink und Kupfer seit dem ausgehenden Mittelalter ein Zentrum der Metallverarbeitung, im 18. und 19. Jahrhundert wurde auch Eisenerz abgebaut und verarbeitet, zeitweilig lebten in Dellach 291 Knappen und Metallarbeiter.
Die Gemeinde konstituierte sich im Jahr 1850 und hat seither ihre Grenzen nicht mehr verändert.

### Staatsbürgerschaft, Religion
Zum Zeitpunkt der Volkszählung 2001 hatte Dellach 1373 Einwohner, davon besaßen 96,1 % die österreichische und 2,2 % die deutsche Staatsbürgerschaft. 85,9 % der Bevölkerung bekannten sich zur römisch-katholischen und 11,9 % zur evangelischen Kirche, 1 % war ohne religiöses Bekenntnis.

### Bevölkerungsentwicklung

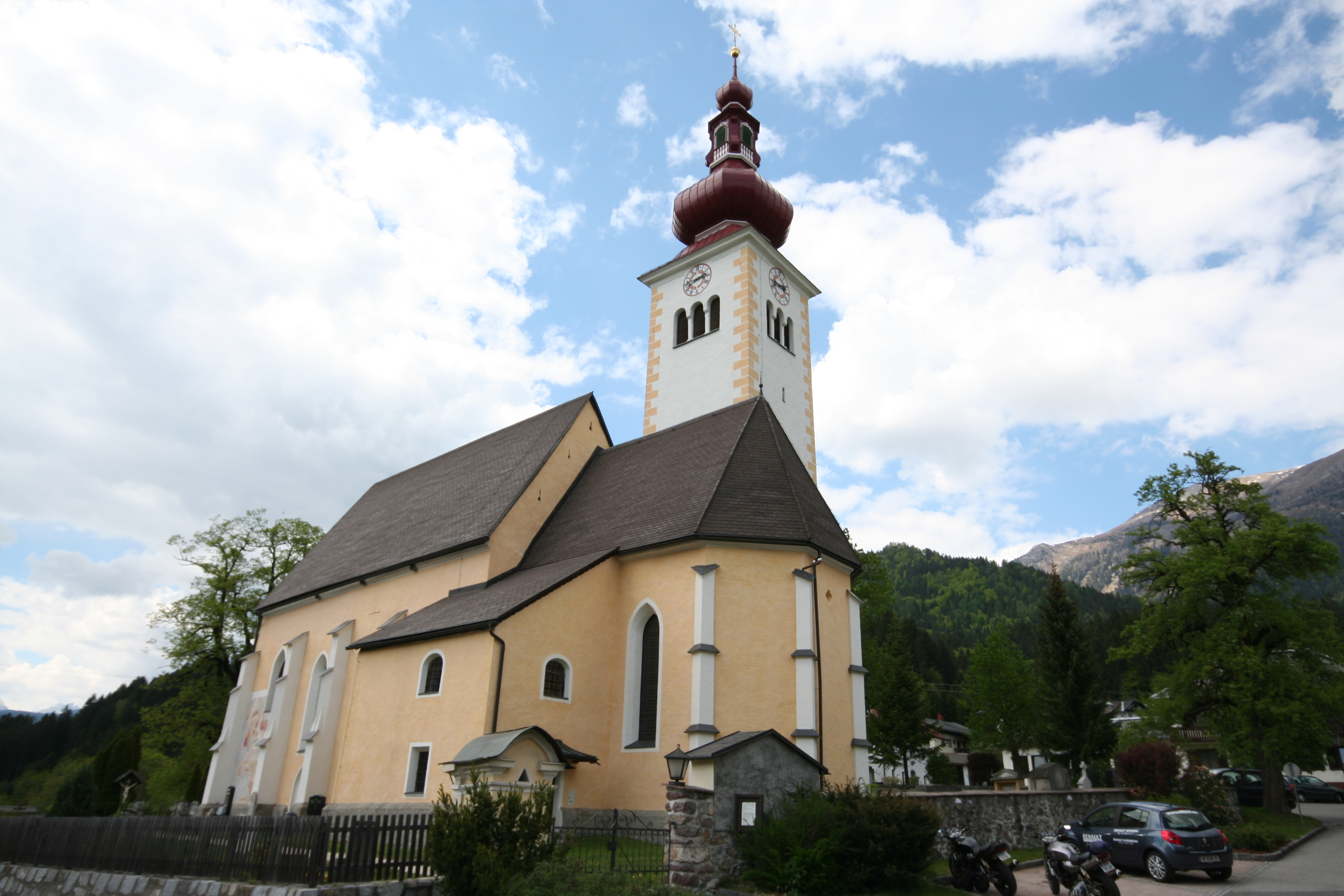
Pfarrkirche St. Daniel

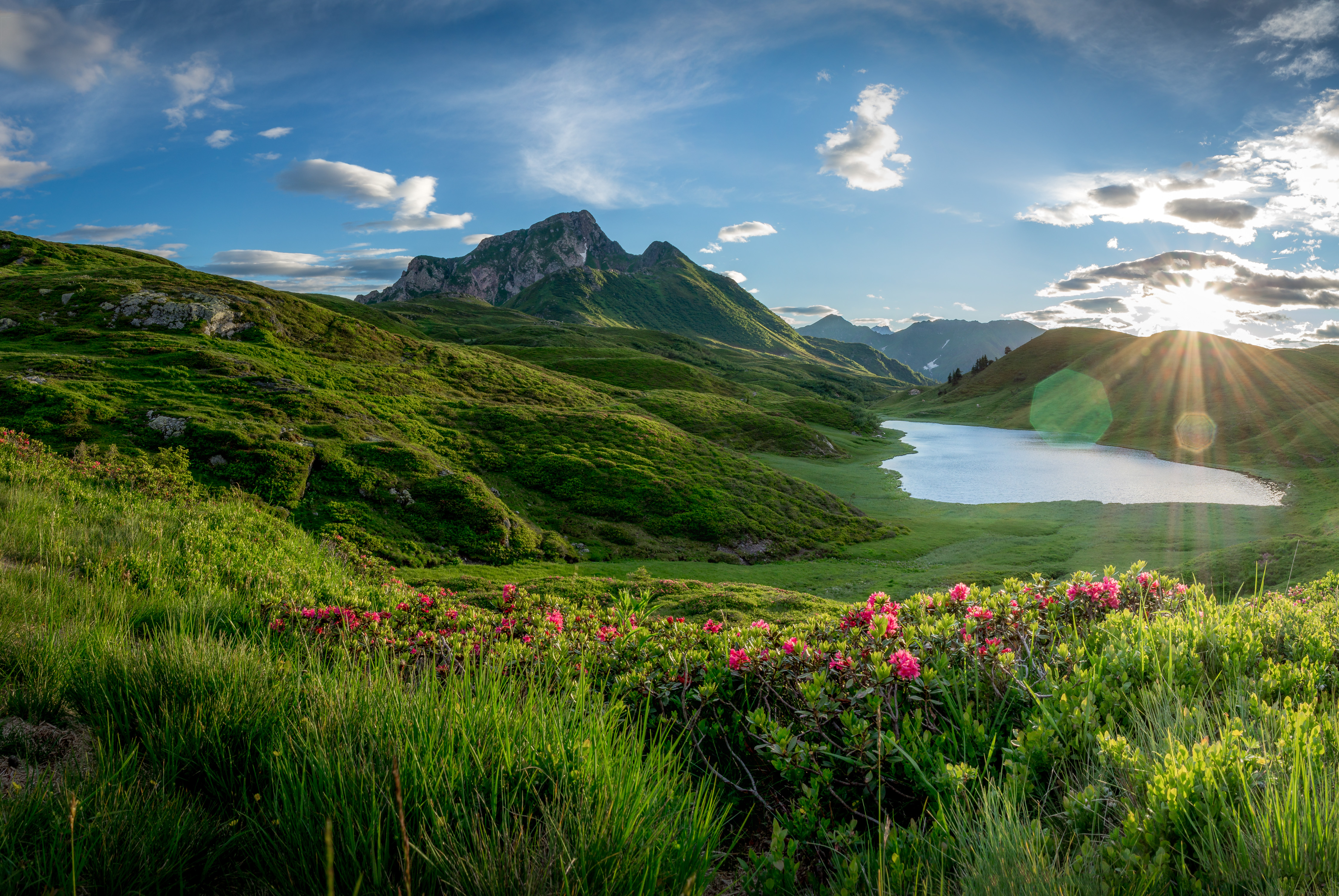
Naturdenkmal Zollnersee

| Dellach: Einwohnerzahlen von 1869 bis 2024          | Dellach: Einwohnerzahlen von 1869 bis 2024 | Dellach: Einwohnerzahlen von 1869 bis 2024 | Dellach: Einwohnerzahlen von 1869 bis 2024 | Dellach: Einwohnerzahlen von 1869 bis 2024 |
| --------------------------------------------------- | ------------------------------------------ | ------------------------------------------ | ------------------------------------------ | ------------------------------------------ |
| Jahr                                                |                                            |                                            |                                            | Einwohner                                  |
| 1869                                                | 1869                                       |                                            | 1.088                                      | 1.088                                      |
| 1880                                                | 1880                                       |                                            | 1.175                                      | 1.175                                      |
| 1890                                                | 1890                                       |                                            | 1.155                                      | 1.155                                      |
| 1900                                                | 1900                                       |                                            | 1.116                                      | 1.116                                      |
| 1910                                                | 1910                                       |                                            | 1.134                                      | 1.134                                      |
| 1923                                                | 1923                                       |                                            | 1.148                                      | 1.148                                      |
| 1934                                                | 1934                                       |                                            | 1.221                                      | 1.221                                      |
| 1939                                                | 1939                                       |                                            | 1.190                                      | 1.190                                      |
| 1951                                                | 1951                                       |                                            | 1.284                                      | 1.284                                      |
| 1961                                                | 1961                                       |                                            | 1.283                                      | 1.283                                      |
| 1971                                                | 1971                                       |                                            | 1.388                                      | 1.388                                      |
| 1981                                                | 1981                                       |                                            | 1.430                                      | 1.430                                      |
| 1991                                                | 1991                                       |                                            | 1.389                                      | 1.389                                      |
| 2001                                                | 2001                                       |                                            | 1.373                                      | 1.373                                      |
| 2011                                                | 2011                                       |                                            | 1.277                                      | 1.277                                      |
| 2021                                                | 2021                                       |                                            | 1.195                                      | 1.195                                      |
| 2024                                                | 2024                                       |                                            | 1.183                                      | 1.183                                      |
| Quelle(n): Statistik Austria, Gebietsstand 1.1.2021 |                                            |                                            |                                            |                                            |

## Kultur und Sehenswürdigkeiten
- Pfarrkirche St. Daniel im Gailtal, Urpfarre des Oberen Gailtals
- Kirche St. Helena am Wieserberg: romanischer Bau
- Gurina: archäologische Grabungen Gurina mit Rekonstruktion eines Tempels
- Naturdenkmal Zollnersee
- Besucherzentrum GeoPark Karnische Alpen

## Wirtschaft und Infrastruktur

### Wirtschaftssektoren
Von den 104 landwirtschaftlichen Betrieben des Jahres 2010 wurden 18 im Haupt-, 73 im Nebenerwerb und 13 von juristischen Personen geführt. Diese 13 bewirtschafteten 39 Prozent der Flächen, die Haupterwerbsbauern 42 Prozent. Im Produktionssektor arbeiteten 35 Erwerbstätige im Bereich Herstellung von Waren, 18 in der Bauwirtschaft und 1 in der Energieversorgung. Die wichtigsten Arbeitgeber des Dienstleistungssektors waren die Bereiche Beherbergung und Gastronomie (74), soziale und öffentliche Dienste (32) und Handel (27 Mitarbeiter).
| Wirtschaftssektor            | Anzahl Betriebe | Anzahl Betriebe | Anzahl Betriebe | Erwerbstätige | Erwerbstätige | Erwerbstätige |
| Wirtschaftssektor            | 2021            | 2011            | 2001            | 2021          | 2011          | 2001          |
| ---------------------------- | --------------- | --------------- | --------------- | ------------- | ------------- | ------------- |
| Land- und Forstwirtschaft 1) | 35              | 104             | 119             | 44            | 44            | 37            |
| Produktion                   | 20              | 9               | 9               | 77            | 54            | 47            |
| Dienstleistung               | 45              | 36              | 25              | 193           | 142           | 89            |

1) Betriebe mit Fläche in den Jahren 2010 und 1999

### Arbeitsmarkt, Pendeln
Im Jahr 2011 lebten 597 Erwerbstätige in Dellach. Davon arbeiteten 150 in der Gemeinde, drei Viertel pendelten aus.

### Fremdenverkehr
Dellach zählt jährlich zwischen 30.000 und 40.000 Übernachtungen. Dabei ist die Sommersaison deutlich stärker als die Wintersaison.

### Verkehr
- Eisenbahn, Bus: Seit der Einstellung der Gailtalbahn von Hermagor nach Kötschach-Mauthen im Jahr 2016[10] gibt es stündliche Busverbindungen nach Hermagor, wo Anschluss an die Schnellbahn nach Villach besteht (Stand 2021).[11] Hier kann in der Saison eine Draisine gemietet werden.[12]
- Straße: Die wichtigste Straßenverbindung ist die Gailtal Straße B111.
- Rad: Der Radweg R3 verläuft entlang der Gail.[13]

## Politik

### Gemeinderat
Der Gemeinderat von Dellach hat 15 Mitglieder und setzt sich seit der Gemeinderatswahl 2021 wie folgt zusammen:
- 9 ÖVP
- 3 FPÖ
- 3 SPÖ

Direkt gewählter Bürgermeister ist seit 2015 Johannes Lenzhofer (ÖVP).

### Wappen
Im Wappen von Dellach symbolisiert der blaue Wellenbalken die Gail und das Bergwerkszeichen die früher hier ansässige Montanindustrie. Die Lilie der Fürsten von Porcia weist auf die wichtigsten Besitzer der ehemaligen Landgerichtsherrschaft hin.
Die Blasonierung des Wappens lautet: „In Gold ein blauer schräglinker Wellenbalken, oben begleitet von einer blauen Lilie, unten von einem blauen Bergwerkszeichen.“ Wappen und Fahne wurden der Gemeinde am 1. Juni 1983 verliehen. Die Fahne ist Gelb-Blau mit eingearbeitetem Wappen.

## Persönlichkeiten

### Söhne und Töchter der Gemeinde
- Jakob Schabus (1825–1867), Physiker
- Anton Ronacher (1841–1892), Theaterunternehmer
- Viktor Waldner (1852–1924), deutschnationaler Politiker
- Wolfgang Waldner (* 1954), Staatssekretär, Landesrat (Kärnten), Diplomat
- Gabi Waldner (* 1969), Journalistin und Moderatorin
- Karl Stampfer (* 1967), Forsttechniker, Universitätsprofessor an der Boku Wien

### Mit der Gemeinde verbundene Persönlichkeiten
- Hanns Hörbiger (1860–1931), Ingenieur und Begründer der Welteislehre